# Власенко Микола Васильович
Микола Васильович Власенко (нар. 1926, село Калюжинці, тепер Срібнянського району Чернігівської області — ?) — український радянський діяч, токар Луганського тепловозобудівного заводу імені Жовтневої революції Луганської області. Депутат Верховної Ради СРСР 6-го скликання.

## Життєпис
Народився в селянській родині. Батько працював робітником Ворошиловградського паровозобудівного заводу. Освіта неповна середня.
У 1941 році — учень слюсаря монтажного цеху Ворошиловградського паровозобудівного заводу імені Жовтневої революції.
У лютому 1943—1950 роках — у Радянській армії, учасник німецько-радянської війни. Під час військової служби закінчив трирічну школу автомеханіків.
З 1950 року — токар котельно-зварювального, тепловозорамного цехів Ворошиловградського (Луганського) тепловозобудівного заводу імені Жовтневої революції Ворошиловградської (Луганської) області. Ударник комуністичної праці, раціоналізатор.
Потім — на пенсії.

## Нагороди
- орден Вітчизняної війни ІІ ст. (6.04.1985)
- ордени
- медалі